# حضرة الله (قبالة)
في القبالة، حضرة الله، أو السكينة (عبرية وتعني السكن أو النزول) هي الترجمة لكلمة عبرية تعني «مسكن» أو «تسوية» ويشير إلى مسكن أو استقرار الوجود الإلهي لله. هذا المصطلح ليس موجود في الكتاب المقدس، وهو من الأدب الحخمي. :148 والمعنى المجازي هو حضر الله بين جماعات تنشطه مثل في المعابد أو الهيكل أو خلال الصلوات.

## في اليهودية
في اليهودية، تمثل الشيخينة السمات الأنثوية لوجود الله،  كونها كلمة مؤنثة في اللغة العبرية، تقوم بصفة خاصة على قراءات من التلمود.

### استعراض
يشار إلى حضور الله في خيمة العبادة الهيكل في القدس في جميع أنحاء الأدب الحاخامي. يقال أيضا أنه موجودعند الصلاة العامة. استخدمت الكلمة مرتين في المشناة: مرة واحدة عن طريق الحاخام حنانيا بن تراديون (سي 135 CE): «إذا جلس اثنان والكلمات بينهما هي من التوراة، تكون حضرة الله في وسطهم»؛ والحاخام حلفتا بن دوسا: «إذا كان عشرة رجال يجلسون مهتمين بالكتاب المقدس، فإن الله يحضر بينهم». :148–49 كذلك في التلمود سنهدرين 39 أ، نقرأ: «عندما يجتمع العشرة للصلاة، يحضر الله»؛ كما أنه يدل على الحكم الصالح «عندما يجلس ثلاثة كقضاة، فإن الله معهم معهم.» التلمود مسالك بيراشوت 6A)، والحاجة الشخصية («كما يحضر الله على الجانب العلوي من سرير الرجل المريض.» التلمود مسلك السبت 12b. «كلما ذهبوا إلى المنفى، ذهب الله معهم». التلمود يتقاط ميغيلا 29A).
على وجه الخصوص، فإن حضرة الله هي النار المقدسة التي تكمن داخل منزل الزوجين. الحضرة الإلهية هي أعلى ستة أنواع من النار المقدسة. عندما يكون الزوجان جديرين بهذا المظهر، يستهلك الله جميع أنواع النار الأخرى. :111, n. 4

## في القبالة

### السفيروت العاشرة
في القبالة، وهي الباطنية اليهودية، حضرة الله هو في السفيروت العاشرة (الملكوت)، وهي مصدر الحياة البشر على الأرض تحت عالم السيفروت. ينظر إلى الحضر الإلهية في بعض الأحيان على أنها كيان إلهي، تسكن مع شعب إسرائيل وتشارك في صراعاتهم. موسى هو الإنسان الوحيد الذي اعتبر أنه ارتفع إلى ما بعد الحضرة ووصل إلى عالم السيفروت، ليصل إلى مستوى تيفريث، أو عريس الشخينة.

## في المسيحية

### اندمجت مع الروح القدس
اندمجت فكرة الحضرة الإلهية اليهودية بفكرة روح القدس (لروش هاكوديش) ليصبح لاهوت مشترك مع المسيحية بفكرة سكن الروح القدس في المؤمن، ويرسم أوجه الشبه لوجود الله في معبد سليمان. [بحاجة لمصدر] نتيجة للفهم المسيحي المدمج، تستخدم «الحضرة» أحيانا كاسم ثانوي عبر العبرية لمفهوم الروح القدس، ولكن ليس في كثير من الأحيان في الطوائف السائدة.

## روابط خارجية
- الموسوعة اليهودية  (1906).
- «من هي الشيخينة وماذا تريد من حياتي؟» ، حباد.